# Léon-Joseph Suenens
Léon-Joseph Suenens (Leo Jozef Suenens en flamand), né à Ixelles le 16 juillet 1904 et mort à Bruxelles le 6 mai 1996, est un cardinal belge de l'Église catholique romaine, primat de Belgique, 18e archevêque de Malines, 1er archevêque de Malines-Bruxelles (1961-1979). Il a un rôle majeur lors du concile Vatican II dont il est un des quatre modérateurs.

## Éléments biographiques

### Jeunesse
Léon Joseph Suenens est né à Ixelles le 16 juillet 1904, enfant unique de Jean-Baptiste Suenens, négociant en bière, et de Jeanne Janssens. Il a 4 ans seulement lorsqu'il perd son père âgé de 30 ans à peine. Il effectue ses études secondaires à l'Institut Sainte-Marie à Schaerbeek d'où il sort en 1921.
Après le grand séminaire de Malines, il poursuit ses études au Collège pontifical belge à Rome où il obtient le diplôme de docteur en philosophie et en théologie ainsi qu'un baccalauréat en droit canon.

### Prêtre
Le 4 septembre 1927, à 23 ans, Léon Joseph Suenens, incardiné à l'archidiocèse de Malines, est ordonné prêtre par le cardinal Joseph-Ernest Van Roey en  la cathédrale Saint-Rombaut à Malines. Il est alors successivement professeur à l'Institut Sainte-Marie de Schaerbeek en 1929, au Petit séminaire de Malines où il enseigne la philosophie en 1930 et au grand séminaire Saint-Joseph de Malines en 1935.

### Évêque
Pendant la Seconde Guerre mondiale, il est nommé le 24 août 1940 vice-recteur de l'université catholique de Louvain. Il en assure le rectorat à partir du 5 juin 1943 lorsque le recteur effectif, Honoré Van Waeyenbergh est arrêté par les Allemands, jusqu'à sa libération en mai 1945. Entretemps, il a été nommé chanoine honoraire du chapitre métropolitain et, en 1941, camérier secret du pape Pie XII.
Le 17 novembre 1945, il est nommé évêque in partibus d'Isinda (de) à 41 ans et devient évêque auxiliaire du cardinal Joseph-Ernest Van Roey. À cette même date, il est nommé vicaire général de l'archevêché de Malines. Il reçoit le sacre épiscopal le 16 décembre 1945 en l'église métropolitaine. Une des attributions du vicaire général est la censure de livres touchant au dogme et aux sacrements à l'exception du mariage. Il devient président de Pax Christi et des Légions de Marie, du Centre catholique pour la radio et la télévision et de la Commission interdiocésaine de presse. Sa devise d'évêque est « In spiritu sancto ».
Pendant de nombreuses années, il travaille avec sa proche collaboratrice, Veronica O’Brien, missionnaire irlandaise des Légions de Marie sur le continent européen. Celle-ci lui apporte notamment sa connaissance parfaite du latin au cours du concile Vatican II. Il est également un fervent artisan de sa vision charismatique du catholicisme. C'est via Veronica O'Brien que Suenens a joué un rôle dans le mariage roi Baudouin de Belgique et de Fabiola de Mora y Aragón en 1960. Au fil des années, le célibat d’un roi qui vivait toujours au domicile paternel était devenu une affaire d’État. Suenens évoque cette question avec Veronica O'Brien. Celle-ci se met à la recherche de la candidate idéale et organise la rencontre du roi Baudouin de Belgique et de Fabiola de Mora y Aragón. Le cardinal Suenens relatera par la suite les circonstances de leur rencontre dans un livre sur le roi Baudouin « Le roi Baudouin, une vie qui vous parle ».
En 1961, l'archidiocèse de Malines se subdivise et il devient, à la mort de son prédécesseur, le 1er archevêque de Malines-Bruxelles à 57 ans. Sans cette subdivision, il serait devenu le 18e archevêque de Malines.

### Cardinal
Créé cardinal par le pape Jean XXIII lors du consistoire du 19 mars 1962 avec le titre de cardinal-prêtre de Saint-Pierre-aux-Liens, il joue un rôle prépondérant au concile Vatican II dont il est un des quatre modérateurs nommés par le pape Paul VI (octobre 1963). Proche de Paul VI, il est membre de la Commission centrale préparatoire, de la Commission de coordination et du Secrétariat pour les questions extraordinaires du Concile.
Le modérateur Suenens a, plus que personne, justifié le terme qui désignait sa fonction. Car il eut continuellement à lutter sur deux fronts, et contre ceux qui entendaient bloquer toutes les écluses entre l’Église et la modernité, et contre ceux qui à l’inverse voulaient qu’on fît sauter toutes les vannes .
Paul VI demande également au cardinal Suenens d'être le relais entre l'Église catholique et le Renouveau charismatique catholique (RCC) nouvelle mouvance encore difficile à cadrer au sein de l'Église catholique.
En 1976, il reçoit le prix Templeton.
Il démissionne de son poste d’archevêque de Malines-Bruxelles en décembre 1979, à 75 ans, selon la règle, et Godfried Danneels est désigné par le pape Jean-Paul II pour lui succéder en janvier 1980.
En 1982, la faculté de théologie catholique de l'université de Wurtzbourg (Julius-Maximilians-Universität Würzburg) lui décerne un doctorat honoris causa .
En 1991, il publie Souvenirs et espérances, auquel l'Académie française décerne le grand prix de la francophonie, présenté lors d'un discours de Maurice Druon, secrétaire perpétuel.
Il meurt à la clinique Saint-Jean à Bruxelles le 6 mai 1996, à près de 92 ans. Son corps repose dans la crypte des archevêques de la cathédrale Saint-Rombaut de Malines.

## Succession apostolique
Léon-Joseph Suenens a ordonné les évêques suivants :
- Évêque André Creemers (de), O.S.C. (1955)
- Évêque Jules-Victor Daem (nl) (1962)
- Évêque Léonce Albert Van Peteghem (1964)
- Cardinal Joseph-Léon Cardijn (1965)
- Évêque Gabriel Ukec (de) (1965)
- Archevêque Jean Jadot (1968)
- Archevêque Henri Lemaître (en) (1969)
- Évêque Jean Huard (1977)
- Cardinal Godfried Danneels (1977)

## Publications
- Une héroïne de l'apostolat : Edel Quinn, Bruges, Desclée de Brouwer, 1952
- L'Église en état de mission, Paris, Desclée de Brouwer, 1956
- Quelle est Celle-ci ?, Paris, Librairie Arthème Fayard, 1957
- Un problème crucial : amour et maîtrise de soi, Paris, Desclée de Brouwer, 1960
- Ouvrage collectif, La Théologie du renouveau, Paris, Éditions du Cerf, 1962
- Une nouvelle pentecôte ?, Paris, Desclée de Brouwer, 1978
- Souvenirs et espérances, Paris, Fayard, 1991
- Les Imprévus de Dieu, Paris, Fayard, 1993
- Cher Saint Joseph, Ertvelde, F.I.A.T., 1993
- Le Roi Baudouin : une vie qui nous parle, Ertvelde, F.I.A.T., 1995
- De la vie à la vie, Paray-le-Monial, AVM Diffusion
- Cardinal Léo-Joseph Suenens, « Jean XXIII intime », dans Gunnar Riebs et Philippe Barbarin, Jean XXIII : témoignage pour l'histoire, Éditions Mols, 2014 (ISBN 978-2-87402-152-7), p. 67-83